# Wilhelm I (biskup kamieński)
Wilhelm I (ur. ?, zm. 31 października 1253 lub 31 grudnia 1253) – duchowny rzymskokatolicki, biskup kamieński.

## Biografia
Był notariuszem biskupa Konrada II, scholastykiem kołobrzeskim (oraz być może kamieńskim). Od najpóźniej 1240 kanonik kamieński.
24 grudnia 1244 wybrany przez kapitułę biskupem kamieńskim, co zatwierdził papież Innocenty IV w 1246. Brak informacji, kiedy i od kogo przyjął sakrę biskupią.
Za jego pontyfikatu biskupstwo otrzymało od księcia pomorskiego Barnima I wschodnią połowę ziemi kołobrzeskiej.
W 1251 bp Wilhelm I z nieznanych powodów zrezygnował z biskupstwa. Możliwymi przyczynami odejścia z katedry według historyków mogą być poparcie przez biskupa klasztoru cystersów z Kołbacza podczas konfliktu zakonników z Barnimem I, porozumienie Barnima I z księciem Pomorza Gdańskiego Świętopełkiem II lub działania papieża Innocentego IV, będącego w opozycji do cesarza Fryderyka II Hohenstaufa. Po rezygnacji bp Wilhelm I współpracował ze swoim następcą bp. Hermanem von Gleichenem, być może sprawując z nim nawet dwuwładze w diecezji.